# Animage
Animage (アニメージュ?) es una revista sobre anime y manga que es publicada por la empresa Tokuma Shoten. Su mayor logro fue la publicación del manga y anime Nausicaä del Valle del Viento, el cual fue publicado en la revista entre febrero de 1982, y marzo de 1994. 

## Historia
- Mayo de 1978: primera edición.
- Enero de 1980: primer Annual Anime Grand Prix.
- Julio de 1982: 50 ediciones.
- Junio de 1983: quinto aniversario.
- Septiembre de 1986: 100 ediciones.
- Junio de 1988: décimo aniversario.
- Noviembre de 1990: 150 ediciones.
- Junio de 1993: 15° aniversario.
- Enero de 1995: 200 ediciones.
- Junio de 1998: 20° aniversario, se cambia de nombre la revista.
- Marzo de 1999: 250 ediciones.
- Mayo de 2003: 300 ediciones.
- Junio de 2003: vigésimo quinto aniversario.

## Anime Grand Prix
El Anime Grand Prix es un premio anual que entrega la revista a las series de anime más notables de cada año y es decidida por los lectores de la revista. El Anime Grand Prix empezó en el año 1979 y el premio fue anunciado en la edición de enero del 1980. Los fanes de la revista deciden mediante votación a los ganadores de cada premio. 
| N.º | Año      | Título                                             | Estudio                | Tipo      |
| --- | -------- | -------------------------------------------------- | ---------------------- | --------- |
| 1   | 1979     | Mobile Suit Gundam                                 | Sunrise                | TV series |
| 2   | 1980 (1) | Space Runaway Ideon                                | Sunrise                | TV series |
| 3   | 1980 (2) | Adieu Galaxy Express 999                           | Toei                   | Movie     |
| 4   | 1981     | Ashita no Joe 2                                    | TMS Entertainment      | TV series |
| 5   | 1982     | Six God Combination Godmars                        | TMS Entertainment      | TV series |
| 5   | 1982     | The Super Dimension Fortress Macross               | Studio Nue             | TV series |
| 6   | 1983     | Crusher Joe                                        | Sunrise (& Studio Nue) | Movie     |
| 7   | 1984     | Nausicaä del Valle del Viento                      | Topcraft               | Movie     |
| 8   | 1985     | Dirty Pair                                         | Sunrise                | TV series |
| 9   | 1986     | El castillo en el cielo                            | Studio Ghibli          | Movie     |
| 10  | 1987     | Saint Seiya                                        | Toei                   | TV series |
| 11  | 1988     | Mi vecino Totoro                                   | Studio Ghibli          | Movie     |
| 12  | 1989     | Akira                                              | TMS Entertainment      | Movie     |
| 13  | 1990     | Fushigi no Umi no Nadia                            | Gainax                 | TV series |
| 14  | 1991     | Legend of the Galactic Heroes                      | Artland                | OAV       |
| 15  | 1992     | Sailor Moon                                        | Toei                   | TV series |
| 16  | 1993     | Yū Yū Hakusho                                      | Studio Pierrot         | TV series |
| 17  | 1994     | Yū Yū Hakusho                                      | Studio Pierrot         | TV series |
| 18  | 1995     | Neon Genesis Evangelion                            | Gainax                 | TV series |
| 19  | 1996     | Neon Genesis Evangelion                            | Gainax                 | TV series |
| 20  | 1997     | The End of Evangelion                              | Gainax                 | Movie     |
| 20  | 1997     | La princesa Mononoke                               | Studio Ghibli          | Movie     |
| 21  | 1998     | Martian Successor Nadesico: The Prince of Darkness | XEBEC                  | Movie     |
| 22  | 1999     | Cowboy Bebop                                       | Sunrise                | TV series |
| 23  | 2000     | Cardcaptor Sakura (second season)                  | Madhouse               | TV series |
| 24  | 2001     | Fruits Basket                                      | Studio Deen            | TV series |
| 25  | 2002     | Mobile Suit Gundam SEED                            | Sunrise                | TV series |
| 26  | 2003     | Fullmetal Alchemist                                | BONES                  | TV series |
| 27  | 2004     | Mobile Suit Gundam SEED Destiny                    | Sunrise                | TV series |
| 28  | 2005     | Gankutsuou                                         | Gonzo                  | TV series |
| 29  | 2006     | Code Geass: Lelouch of the Rebellion               | Sunrise                | TV series |
| 30  | 2007     | Code Geass: Lelouch of the Rebellion               | Sunrise                | TV series |
| 31  | 2008     | Mobile Suit Gundam 00                              | Sunrise                | TV series |
| 32  | 2009     | Higashi no Eden                                    | Production I.G         | TV series |

Ganadores